# The Anvil
The Anvil è il secondo album in studio del gruppo musicale britannico Visage, pubblicato nel marzo 1982.

## Tracce
Lato A
1. The Damned Don't Cry – 4:44
2. Anvil (Night Club School) – 4:39
3. Move Up – 4:25
4. Night Train – 4:30

Lato B
1. The Horseman – 4:41
2. Look What They've Done – 4:49
3. Again We Love – 4:44
4. Wild Life – 4:25
5. Whispers – 5:35